# Jakow Browierman
Jakow Michajłowicz Browierman (ros. Яков Михайлович Броверман, ur. 1908 w Chodorkowie w guberni wołyńskiej, zm. ?) – funkcjonariusz radzieckich służb specjalnych, pułkownik.

## Życiorys
Od 13 roku życia pracował w cukrowni, od kwietnia 1923 do kwietnia 1925 uczył się w szkole pracowniczej, później pracował jako ślusarz w fabryce i elektryk w fabryce kabli, od września 1925 do lutego 1926 uczył się w kijowskiej szkole elektrotechnicznej. Od 1927 do 1929 studiował w Kijowskim Instytucie Energetycznym, później pracował w organach kontroli państwowej w Kijowie i jako zastępca szefa działu kadr trustu cukrowego. W marcu 1937 został funkcjonariuszem NKWD i starszym inspektorem działu kolonii pracowniczych NKWD Ukraińskiej SRR, a w 1938 pełnomocnikiem operacyjnym Wydziału 5 (Specjalnego) Zarządu Bezpieczeństwa Państwowego (UGB) NKWD Ukraińskiej SRR, w czerwcu 1938 objął funkcję pełnomocnika operacyjnego i później zastępcy szefa i następnie szefa Sekretariatu Wydziału 3 Wydziału Specjalnego NKWD Kijowskiego Specjalnego Okręgu Wojskowego. Od lutego do lipca 1941  był szefem sekretariatu Wydziału 3 Ludowego Komisariatu Obrony ZSRR, później od 22 sierpnia 1941 do 29 kwietnia 1943 był szefem sekretariatu Zarządu Wydziałów Specjalnych NKWD ZSRR, w 1943 został szefem Sekretariatu Głównego Zarządu Kontrwywiadowczego Smiersz, a w maju 1946 zastępcą szefa sekretariatu MGB ZSRR. Był bliskim współpracownikiem Wiktora Abakumowa, szefa Smierszu i ministra bezpieczeństwa państwowego ZSRR.
13 listopada 1951 został aresztowany w związku ze "sprawą Abakumowa" i 19 grudnia 1954 skazany przez Wojskowe Kolegium Sądu Najwyższego ZSRR na 25 lat pozbawienia wolności. 13 listopada 1976 zwolniono go z obozu w Mordowii. Nie został zrehabilitowany.

## Awanse
- młodszy porucznik bezpieczeństwa państwowego (31 maja 1939)
- porucznik bezpieczeństwa państwowego (5 listopada 1940)
- komisarz batalionowy (czerwiec 1941)
- kapitan bezpieczeństwa państwowego (20 września 1941)
- podpułkownik bezpieczeństwa państwowego (11 lutego 1943)
- pułkownik (26 maja 1943)

## Odznaczenia
- Order Wojny Ojczyźnianej I klasy (dwukrotnie, 31 lipca 1944 i 25 marca 1945)
- Order Wojny Ojczyźnianej II klasy (28 października 1943)
- Order Czerwonej Gwiazdy (dwukrotnie)
- Odznaka "Zasłużony Funkcjonariusz NKWD" (2 lutego 1942)

I medale.